# Laksativ
Laksativi (purgativi, aperijenti) su hrana, hemijska jedinjenja, ili lekovi koji se uzimaju da bi se podstaklo pražnjenje creva ili omekšala stolica. Najčešće se koriste u lečenju konstipacije. Pojedini stimulacioni, lubrikantni i soni laksativi se koriste za pražnjenje debelog creva radi rektalnog i/ili crevnog pregleda. U nekim slučajevima njihovo dejstvo se dopunjava primenom klistira. Visoke doze laksativa uzrokuju dijareju. Laksativi deluju putem povećanja brzine kretanja fekalne materije duž debelog creva.
Neki laksativi kombinuju više aktivnih sastojaka, te proizvode kombinovana dejstva. Laksativi su dostupni u oralnoj ili supozitornoj formi.

## Spoljašnje veze
- Predoziranje laksativa

|  | Molimo Vas, obratite pažnju na važno upozorenje u vezi sa temama iz oblasti medicine (zdravlja). |